# Robert Perlen

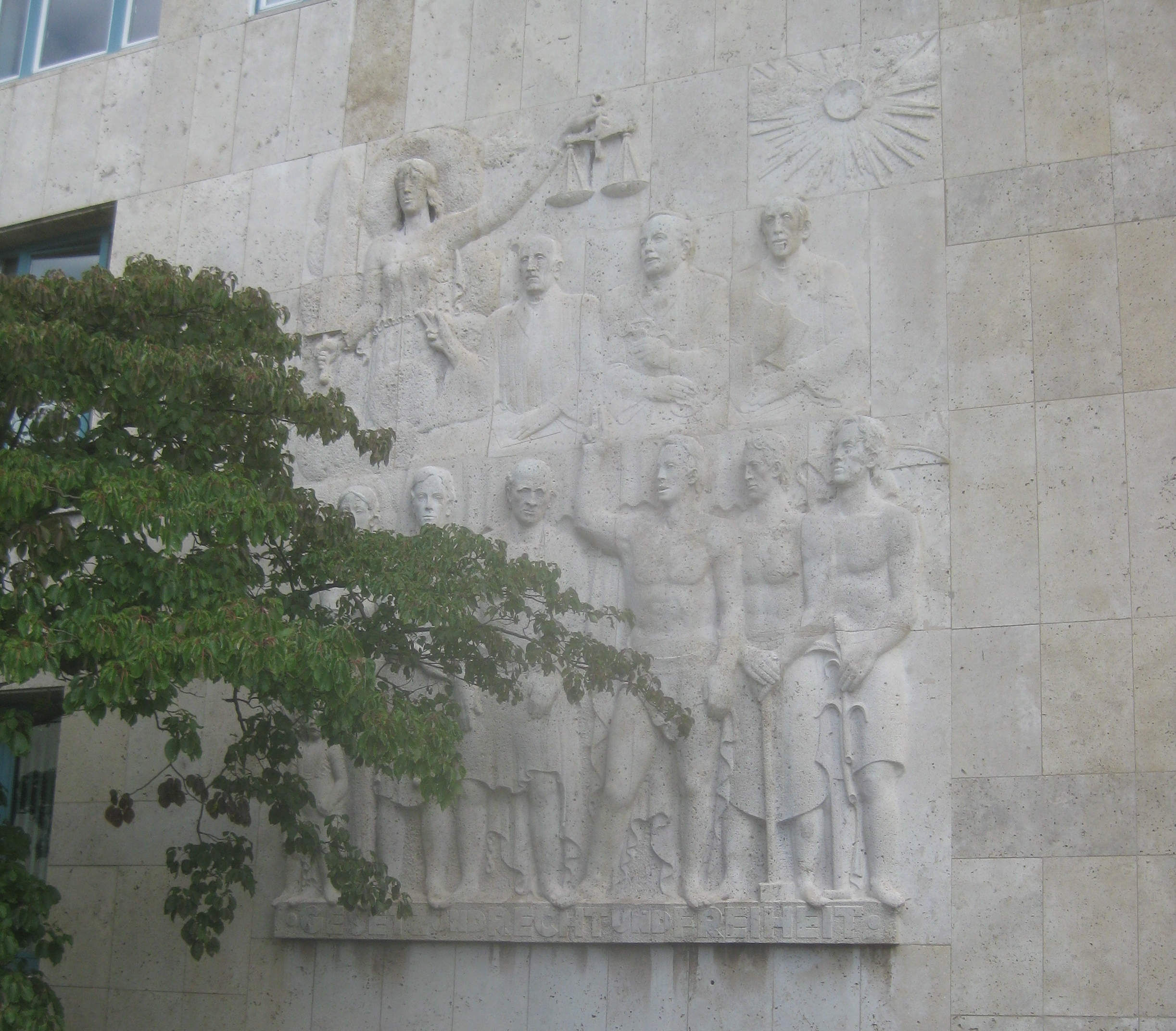
Robert Perlen (links) als einer der drei Richter auf dem Relief am Landesgerichtsgebäude in Stuttgart

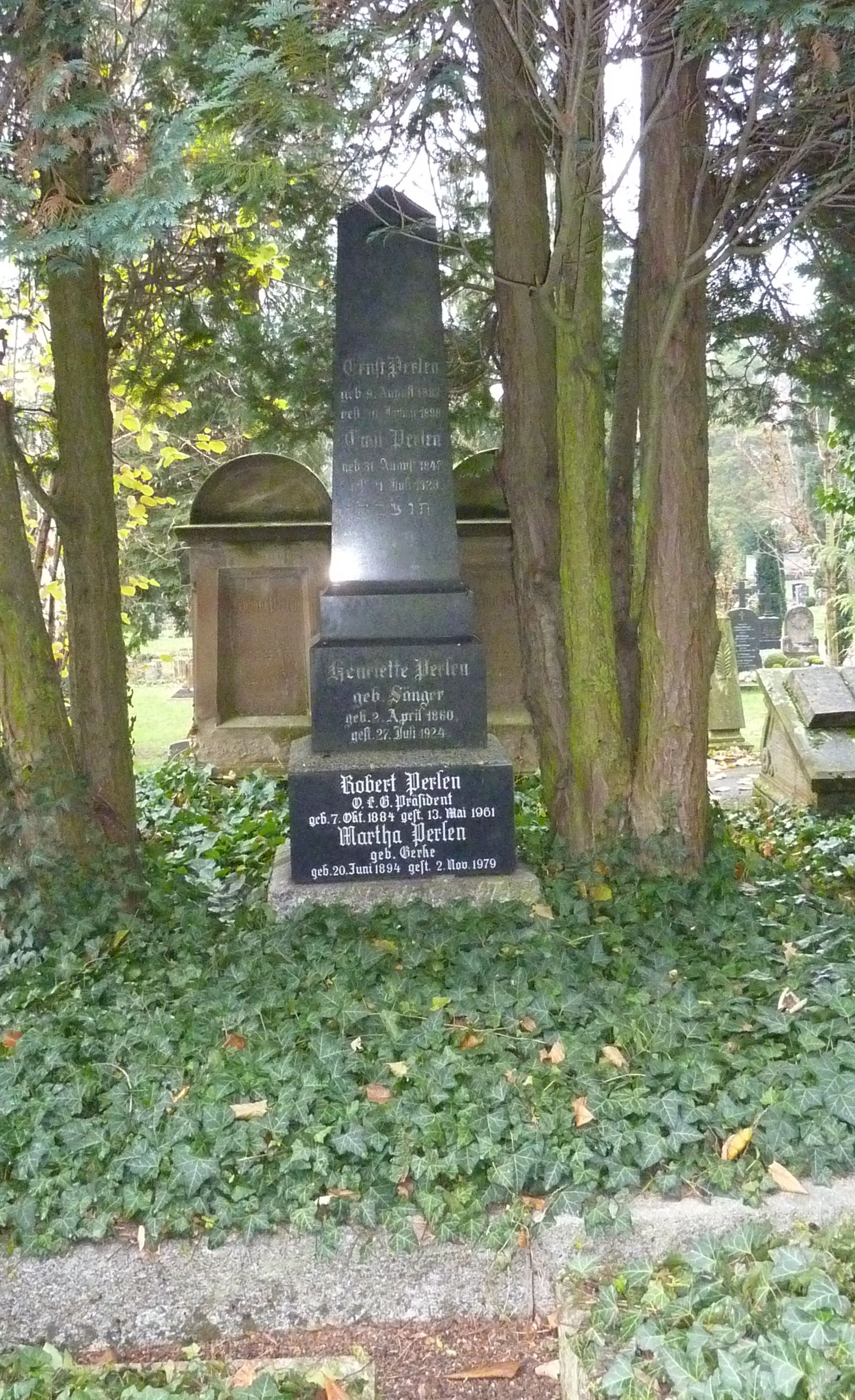
Grabmal auf dem Esslinger Ebershaldenfriedhof

Robert Perlen (* 7. Oktober 1884 in Esslingen am Neckar; † 13. Mai 1961 in Stuttgart) war ein deutscher Jurist. Er war von 1950 bis 1952 Vorsitzender des Staatsgerichtshofes von Württemberg-Baden und von 1952 bis 1954 Präsident des vorläufigen Staatsgerichtshofes von Baden-Württemberg.

## Leben
Robert Perlen war ein Sohn des Emil Perlen und seiner Ehefrau Henriette, geb. Sänger. Er besuchte von 1892 bis 1903 das Gymnasium seiner Heimatstadt (das heutige Georgii-Gymnasium). Anschließend studierte er Jura in Tübingen, Leipzig und Berlin. Er bestand die große juristische Staatsprüfung mit der Note „ausgezeichnet“ und wurde 1911 in Stuttgart als Rechtsanwalt zugelassen. Während des Ersten Weltkriegs leistete er Kriegsdienst an der Westfront. Obwohl jüdischer Herkunft, praktizierte Perlen bis 1938 als Rechtsanwalt in Stuttgart. Dort war er auch von 1938 bis 1944 Rechtskonsulent. Robert Perlen heiratete 1926 Martha Gerke. Die Grabstätte der Familie befindet sich im israelitischen Teil des Esslinger Ebershaldenfriedhofs. In den Jahren 1944 bis 1945 war er zusammen mit seiner Ehefrau in Winnenden in der Schorndorfer Straße 56 versteckt. Danach lebte er noch bis 1949 in Winnenden, ehe er nach Stuttgart zog.
Nach dem Krieg wurde er Richter.
1948 wurde Perlen, damals schon Präsident des Landesgerichts, als jüdischer Vorsitzender der Gesellschaft für Christlich-Jüdische Zusammenarbeit in Stuttgart gewählt. 1957 wurde der gesamte Vorstand der Gesellschaft durch Wahl ausgetauscht.
Perlen ist zusammen mit Reinhold Maier und Josef Beyerle als Richter am Hochhaus des Oberlandesgerichts Stuttgart, das in den 1950er Jahren an der Ecke Urban- und Archivstraße errichtet wurde, porträtiert. Das Relief, das Bildhauer Hermann Kress nach einem Entwurf des Professors Hermann Brachert gestaltete, befindet sich neben dem mittlerweile zugemauerten ehemaligen Haupteingang. 1953 wurde Richard Schmid Nachfolger Perlens als Oberlandesgerichtspräsident. 1954 wurde Perlen zumindest übergangsweise Nachfolger von Otto Küster, der seinen Posten als Staatsbeauftragter für die Wiedergutmachung zurückgeben musste, nachdem ein privater Brief bekannt geworden war, in dem er sich kritisch über Vertreter der Landesregierung geäußert hatte.